# 埃克曼海崖
埃克曼海崖（英語：Eckman Bluff）是南極洲的海崖，位於瑪麗伯德地的沃爾格林海岸，處於瓊斯海崖南部，海拔高度約350米，美國地質調查局根據測量和該國海軍的空中照片繪入地圖，現時由南極條約體系管理。